# Master System
Vous lisez un « bon article » labellisé en 2020.
Pour les articles homonymes, voir SMS (homonymie).
La Master System (マスターシステム, Masutā Shisutemu) ou Sega Master System (aussi abrégé SMS) est une console de jeux vidéo de troisième génération, conçue et commercialisée par le constructeur japonais Sega Enterprises, Ltd. Elle sort en 1985, sous le nom Sega Mark III au Japon. La console est redessinée et rebaptisée Master System avant son lancement en 1986 en Amérique du Nord. Elle sort sous ce nom sur la plupart des autres territoires, dont l'Europe en 1986 et le Brésil en 1987. Le modèle remanié de la Master System sort également en 1987 au Japon.
Les deux modèles initiaux de la console peuvent lire les cartouches de jeu et les Sega Cards, des cartes mémoires pouvant stocker les jeux, vendues à des prix inférieurs aux cartouches mais avec une capacité de stockage moindre ; la Master System II et les modèles ultérieurs ne possèdent pas de fente pour ces cartes. La Master System est également compatible avec des accessoires tels qu'un pistolet optique et des lunettes stéréoscopiques conçus pour fonctionner avec une gamme de jeux spécialement codés.
Succédant à la SG-1000, la Master System est présentée comme la concurrente directe à la Nintendo Entertainment System (NES) pendant l'ère des consoles de jeux vidéo de troisième génération. La Master System est construite avec un matériel informatique technologiquement supérieur à celui utilisé par la NES, mais elle échoue à renverser l'avantage significatif des parts de marché détenues par Nintendo au Japon et en Amérique du Nord. Toutefois, la console obtient plus de succès en Europe et au Brésil.
Le matériel informatique de la Master System partage de nombreuses similitudes avec la console de jeu portable de Sega, la Game Gear. Par rapport à sa concurrente de Nintendo, la ludothèque de la Master System manque de plusieurs titres bien accueillis par la critique en raison des pratiques d'octroi de licences par Nintendo qui restreignent les développeurs tiers à créer leurs jeux uniquement sur NES. Selon les estimations, entre 18 et 21 millions d'unités de la console sont vendues au cours de son cycle de vie. Comparativement, la NES compte 62 millions d'unités écoulées sur cette période. Rétrospectivement, les observateurs estiment que la Master System a permis à Sega de s'implanter sur de nouveaux marchés, en vue de la commercialisation de la Mega Drive, mais il est cependant reproché à la console une ludothèque peu significative.
Grâce à son exploitation par Tec Toy au Brésil, la Master System est considérée comme la console de jeux vidéo à la plus grande longévité.

## Historique

### Contexte
Au début des années 1980, Sega Enterprises, Inc., une filiale de Gulf & Western Industries, est l'un des cinq plus grands fabricants de jeux d'arcade en activité aux États-Unis, les revenus de l'entreprise s’élèvent à 214 millions de dollars à cette époque. Un ralentissement de l'arcade à partir de 1982 affaiblit sérieusement la société, et conduit Gulf & Western à vendre sa structure nord-américaine de fabrication d'arcade et les droits des licences pour ses jeux d'arcade à Bally Manufacturing,. La compagnie conserve la gestion du département nord-américain de recherche et développement de Sega, ainsi que sa filiale japonaise, Sega of Japan. Avec son activité d'arcade en déclin, les dirigeants de Gulf & Western se tournent vers le président de Sega of Japan, Hayao Nakayama, pour obtenir des conseils sur la façon de procéder. Nakayama préconise que la société tire profit de son expérience matérielle acquise par des années de travail dans l'industrie de l'arcade pour entrer dans le marché des consoles de salon au Japon, un secteur qui en est alors à ses balbutiements. Nakayama reçoit l'autorisation d’œuvrer à ce projet, conduisant à la sortie, en juillet 1983, de la première console de jeu vidéo de Sega, la SG-1000.
La SG-1000 sort le 15 juillet 1983 au Japon, elle y est vendue à 15 000 yens. Le lancement se déroule le même jour que la sortie de la Famicom de Nintendo au Japon. Peu après le lancement de la SG-1000, Gulf & Western commence à céder ses activités non stratégiques à la suite de la mort de son fondateur, Charles Bluhdorn ; ainsi, Nakayama et l'ancien président-directeur général de Sega, David Rosen, organisent un rachat de la direction de la filiale japonaise en 1984 avec le soutien financier de CSK Corporation, une société japonaise de logiciels de premier plan. Nakayama s’installe ensuite comme chef de la direction de Sega Enterprises, Ltd. Après le rachat, Sega sort une autre console, la SG-1000 II, vendue 15 000 yens. Elle présente quelques modifications matérielles du modèle d'origine, et propose notamment des manettes de jeu détachables. Contrairement à sa devancière, la SG-1000 II ne se vend pas bien et subit le succès de la Famicom, qui permet à Nintendo de s'imposer notamment sur le marché américain au détriment d'Atari, grâce au portage de jeux d'arcade de qualité. Néanmoins, Sega décide de continuer à travailler sur le matériel de jeu utilisé pour son système. Cela aboutit à la sortie de la Sega Mark III au Japon en 1985,.

### Développement
Conçue par une division interne de Sega dénommée « Team Away », la même équipe à l'origine de la SG-1000, la Mark III est une itération redessinée de la précédente console. Les microprocesseurs des modèles SG-1000 et SG-1000 II sont des Zilog Z80 cadencés à 3,58 MHz,, tandis que la Mark III, la SC-3000 — une version sur ordinateur de la SG-1000 — et la Master System disposent d'un microprocesseur Z80 cadencé à 4 MHz,,. La Mark III et la Master System disposent également d'une fente pour Sega My Card, précédemment utilisée par la SG-1000. Selon Edge, les leçons tirées par l'absence de succès commercial pour la SG-1000 ont mené à la refonte matérielle de la Mark III, avec l'objectif d'une console conçue pour être plus puissante que la Famicom.
Pour la sortie de la console en Amérique du Nord, Sega redessine et rebaptise la Mark III sous le nom de « Master System » (connue en interne sous le nom de code Power Base), une refonte similaire à celle opérée par Nintendo sur sa Famicom, devenue Nintendo Entertainment System. Le nom « Master System » est issu de plusieurs propositions de salariés américains de Sega ; il est choisi par un lancer de fléchettes sur un tableau blanc, bien que des projets pour sortir une console similaire et moins chère dénommée « Base System » influencent également la décision. Le président de Sega Enterprises, Isao Okawa, approuve le nom après avoir annoncé qu'il s'agit d'une référence aux natures concurrentielles de l'industrie vidéoludique et des arts martiaux, dans lesquelles un seul concurrent peut être le « maître »,. La conception finale « futuriste » de la Master System est destinée à plaire aux goûts occidentaux.

### Commercialisation

#### La Sega Mark III au Japon

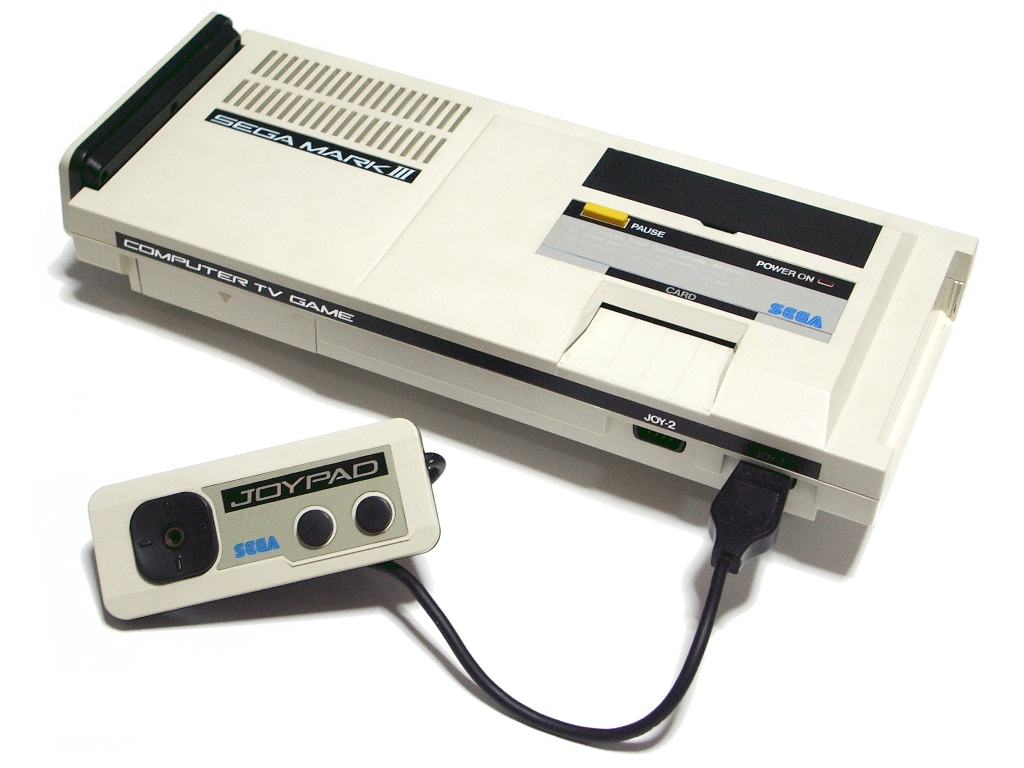
La Sega Mark III, commercialisée en octobre 1985 au Japon, préfigure la future Master System.

Sega lance la SG-1000 Mark III, plus connue sous le nom de Mark III, au Japon en octobre 1985, avec un prix de vente fixé à 15 000 yens, avant d'être disponible dès l'année suivante à l'import en Occident et à Hong Kong. Il s'agit de la première console 8 bits de Sega, mais ne diffère esthétiquement de la SG-1000 II que par un port de cartouche surélevé et un port pour cartes mémoire Sega Card placé juste devant. Tout comme la SG-1000 II, la Mark III peut être associée à un clavier SK-1000 et une petite imprimante. Bien que la console bénéficie d'un hardware techniquement plus puissant que sa principale concurrente, la Famicom, la Mark III n'est pas un succès lors de sa sortie, à l'inverse de sa rivale, plus abordable financièrement pour les consommateurs. Les difficultés proviennent des pratiques d'octroi de licences de Nintendo avec les développeurs tiers à l'époque, selon lesquelles Nintendo exige que les jeux sortis sur Famicom ne soient pas publiés sur d'autres consoles. Pour remédier à cela, Sega développe ses propres titres et obtient les droits pour porter les jeux d'autres développeurs, mais ces derniers ne se vendent pas bien. NEC utilise plus tard la même stratégie sur certains des titres de Sega lors du développement de jeux pour la PC-Engine,. En prévision du lancement, Mark Cerny déclare que « la pression était très, très élevée », un jeu type ayant un temps alloué de trois mois de développement.

#### Débuts de laMaster Systemsur le marché américain
Afin de rivaliser avec Nintendo, Sega redessine sa console, qui retrouve alors l'aspect initial de la SG-1000 originelle. La nouvelle Master System est présentée à l'occasion du Consumer Electronics Show 1986, lors duquel Sega annonce la commercialisation de sa console en Amérique du Nord et en Europe. Lors de ce salon, l'entreprise japonaise conclut des accords avec plusieurs distributeurs pour diffuser sa machine dans les différents pays d'Europe. La Master System sort en juin 1986 aux États-Unis, elle y est vendue à 200 dollars et fournie avec une cartouche multi-jeux des titres Hang-On et Safari Hunt, et un pistolet optique, le Light Phaser, afin de concurrencer le NES Zapper de Nintendo. Elle intègre également, dans son BIOS, le jeu Snail Maze, accessible si aucun jeu n'est lancé au démarrage de la console et que l'utilisateur appuie sur les boutons de la manette. La Master System est d'abord commercialisée dans cette région du monde, et non au Japon, pour concurrencer directement Nintendo. Sega et sa rivale, qui exporte de la même façon la Famicom aux États-Unis en la redessinant et la renommant Nintendo Entertainment System (NES), prévoient de dépenser 15 millions de dollars durant l'automne et l'hiver 1986 pour commercialiser leurs consoles ; Sega espère vendre 400 000 à 750 000 consoles en 1986,. À la fin de l'année 1986, la Master System compte 125 000 consoles vendues, un chiffre supérieur aux 100 000 exemplaires de l'Atari 7800 mais inférieur aux 1,1 million d'unités de Nintendo. Toutefois, tout comme au Japon, la Master System en Amérique du Nord souffre d'une ludothèque mal reçue par rapport à la concurrence. Vis-à-vis des pratiques d'octroi de licences de Nintendo, Sega n'a que deux développeurs tiers, Activision et Parker Brothers,. En 1988, Nintendo détient 83 % du marché du jeu vidéo nord-américain. Sega affirme que « [son] système est le premier où les graphismes sur la jaquette correspondent aux graphismes du jeu », et son marketing pour la Master System vise à ramener chez soi l'expérience du jeu d'arcade, mais son service de marketing est dirigé par deux hommes seulement, laissant à Sega un désavantage dans la publicité.
Dépassé par cette stratégie commerciale et manquant de liquidités pour continuer à promouvoir la Master System sur le marché américain, Hayao Nakayama, le président de Sega, vend à Tonka les droits de distribution pour la Master System aux États-Unis ; la société n'a alors aucune expérience avec les systèmes de divertissement électroniques. Certaines des décisions de Tonka avec la Master System comprennent le blocage géographique de plusieurs jeux vidéo populaires. Bien que le distributeur de la console change, la Master System continue à mal se vendre : à la fin de l'année 1988, la demande des détaillants en fourniture de consoles de Nintendo est trois fois supérieure à celles de consoles de Sega. Néanmoins, le jeu Phantasy Star, développé par Yuji Naka et sorti en 1987, connaît un succès commercial aux États-Unis : c'est le premier jeu vidéo de rôle japonais à paraître dans ce pays, de surcroît à utiliser une vue à la première personne et mettre en scène un personnage principal féminin comme protagoniste, puisque Nintendo décide de ne pas importer immédiatement Final Fantasy et Dragon Quest, qui sont de moins bonne qualité graphique que le titre de Sega. La popularité de Phantasy Star pousse Sega à en faire une série de jeu vidéo, et Nintendo à finalement publier ses jeux de rôle aux États-Unis.
La console est rééditée en octobre 1987 en tant que Master System au Japon pour 16 800 yens. Cependant, tout comme la Mark III, ce lancement échoue. Sous chacune de ses formes, la console ne pose aucun défi sérieux à Nintendo au Japon.

#### Succès de laMaster Systemen Europe
Le lancement européen de la Master System a eu lieu en septembre 1987. Elle est distribuée par Mastertronic au Royaume-Uni, et Ariolasoft, puis Bertelsmann en Allemagne. En Espagne, Proein commercialise la console en 1987, avant de perdre sa licence d'exploitation au profit d'Erbe Software en 1988. En France, Master Games distribue la Master System en importation dès 1986, sans l'autorisation de Sega : elle ne vend que quelques centaines d'exemplaires de la console cette année-là. En Italie, Sega change régulièrement de distributeur : d'abord Melchioni jusqu'en 1987, puis NBC Italia en 1988, et Giochi Preziosi à partir de 1989, qui lance une campagne publicitaire agressive en demandant les services du footballeur international italien Walter Zenga, alors engagé à l'Inter Milan.
Mastertronic annonce la Master System comme « une arcade à la maison » et lance le système à 99 livres sterling, contre 150 livres pour la Nintendo Entertainment System et 450 livres pour les ordinateurs. Les jeux sont vendus au prix de 25 livres, contre 70 pour ceux de la NES, ce qui offre un net avantage commercial à la console de Sega. Fantasy Zone, Choplifter, Hang-On et Transbot sont même proposés au prix de 19,95 livres. Les détaillants passent de nombreuses commandes anticipées, mais Sega se montre incapable de livrer les stocks demandés avant le lendemain de Noël, le 26 décembre, ce qui pousse les commerçants à annuler leurs commandes. Ainsi, Master Games et Mastertronic subissent d'importantes difficultés financières et Ariolasoft, le premier distributeur des Master System en Allemagne, décide de ne plus jamais travailler avec Sega. Pour autant, Mastertronic vend en 1987 tout le stock envoyé par Sega, soit 30 000 consoles et 100 000 jeux, et obtient la confiance de la firme japonaise qui lui confie l'exploitation des marchés français et allemand. Pour éviter la faillite, Mastertronic, dont une part minoritaire de son capital était déjà détenue par Virgin, alors désireux d'entrer dans le marché vidéoludique, est intégralement reprise par cette dernière. La nouvelle entité, baptisée Virgin Mastertronic, reprend la distribution de la Master System au Royaume-Uni. Virgin Mastertronic axe sa stratégie commerciale sur les portages de jeux d'arcade de Sega destinés à la Master System, qui devient une alternative à la Commodore 64 et au ZX Spectrum. Cette stratégie permet à la Master System d'attirer une douzaine de développeurs tiers en Europe, dont Activision, Acclaim Entertainment, Codemasters, Domark, Flying Edge, Image Works, Infogrames, Sony Imagesoft, Tengen, U.S. Gold et Virgin Games, profitant ainsi des difficultés de Nintendo à s'imposer sur le marché européen. Le rival de Sega est même contraint de commercialiser pour la Nintendo Entertainment System des portages de jeux conçus pour la Master System afin d'endiguer ses contre-performances commerciales. En 1989, Virgin Mastertronic, à la faveur de la domination de Sega sur le marché européen, rachète à Erbe Software les droits d'exploitation de la Master System en Espagne,.
En 1987, il se vend 80 000 exemplaires de la Master System en Europe (dont 34 000 en France), faisant jeu égal avec la Nintendo Entertainment System,. Fin 1988, 500 000 Master System ont été vendues en Europe (plus que de NES) dont environ 100 000 en France. La console est soutenue jusqu'en 1996 sur ce continent, date à partir de laquelle Sega décide de se concentrer sur la Saturn. En France, la Master System est commercialisée en septembre 1987 avec Mastertronic comme distributeur, puis par Virgin Loisirs à partir du rachat de Mastertronic en 1988. Elle est vendue à son lancement avec le jeu Hang On. Il se vend 970 000 Master System entre 1988 et 1993, et finalement plus d'un million.

#### Une commercialisation au Brésil sur plusieurs décennies

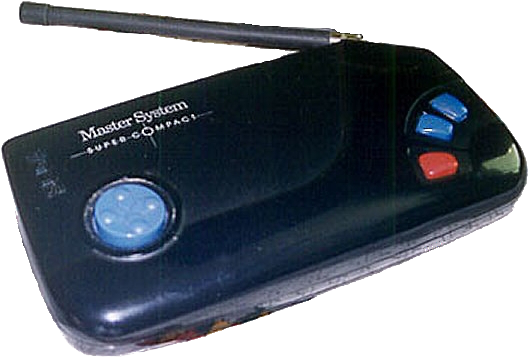
La Master System Super Compact développée par Tec Toy pour le marché brésilien.

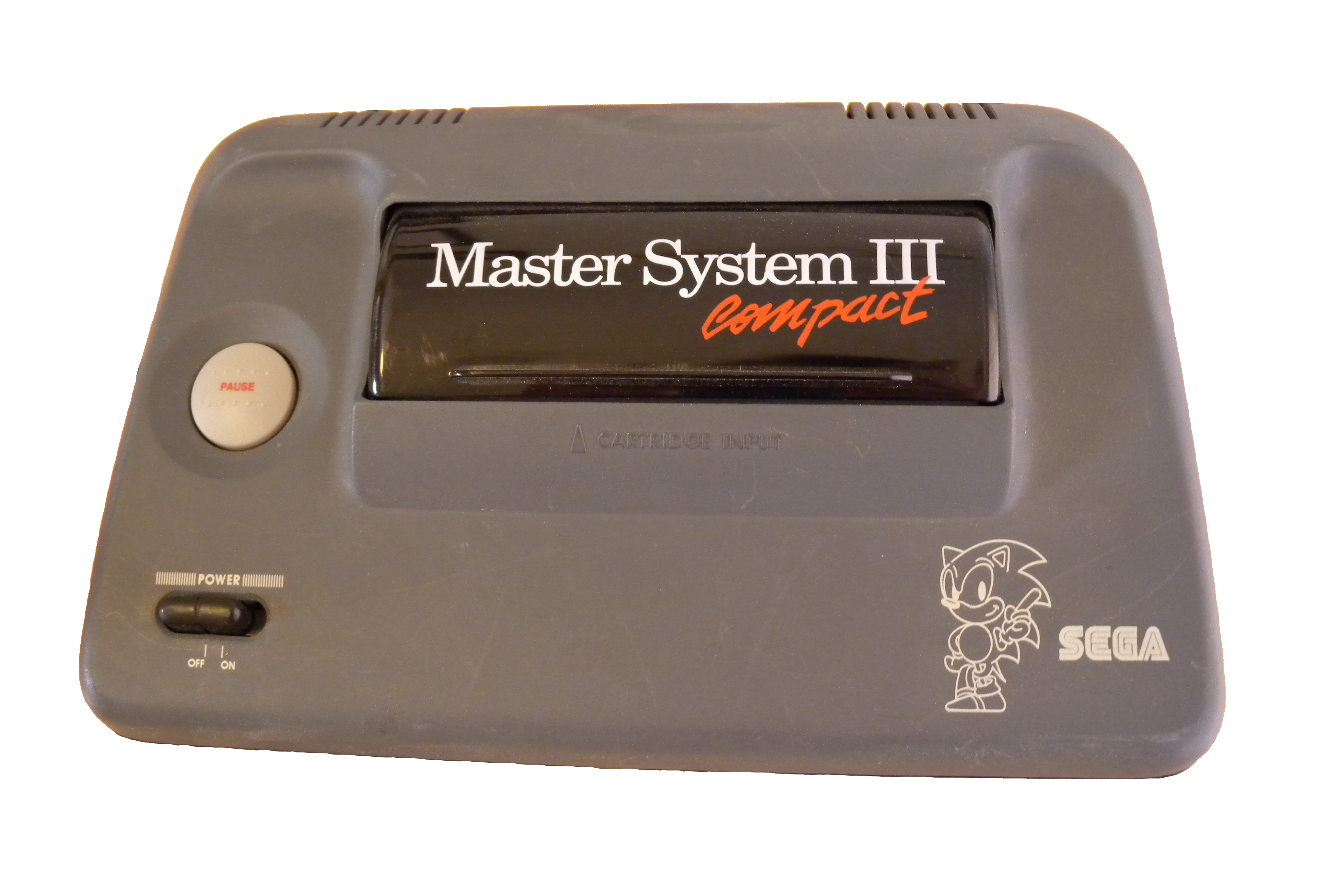
La Master System III développée en 2008 par Tec Toy pour le marché brésilien.

La Master System connaît un important succès commercial au Brésil, où la console est distribuée par Tec Toy,. Fabriquée à Manaus et commercialisée à partir de septembre 1989, la Master System bénéficie d'une importante campagne publicitaire, d'un montant de deux millions de dollars. Cependant, elle subit des retards de fabrication en raison du manque de composants : à la fin 1989, seuls 89 000 exemplaires de la console sont livrés aux détaillants sur les 100 000 escomptés. La Master System est écoulée à 280 000 unités à la fin de l'année 1990, avant d'atteindre les deux millions d'unités vendues en 1997. Au milieu des années 1990, Tec Toy conclut un partenariat avec Ecofilmes, le distributeur de Master System au Portugal, pour éditer seize jeux vidéo sous le label Master System Portuguese Purple, tous des réadaptations de jeux originaux : Tec Toy traduit les jeux en portugais et remplace certains personnages originels par d'autres plus connus du public brésilien : ainsi, le titre Astro Warrior paraît sous le nom Sapo Xulé: SOS Lagoa Poluída et met en scène un héros de bande dessinée bien connu du public lusophone ; Wonder Boy in Monster Land est retitré en  Mônica à Castelo do Dragão et a pour protagoniste principale Mônica, l'héroïne de la série de bandes dessinées Turma da Mônica. En outre, Tec Toy réalise un portage inédit de Street Fighter II: The World Warrior pour la Master System.
Tec Toy fournit également un service téléphonique permettant d'obtenir des conseils pour les jeux, a créé un Master System Club et lancé le programme télévisé Master Tips, diffusé pendant les coupures publicitaires de l'émission Sessão Aventura, sur la chaîne Rede Globo. Tec Toy détient 80 % du marché vidéoludique brésilien : la tardive commercialisation de la Nintendo Entertainment System, en 1993, ne permet pas à Nintendo de s'y imposer. Le succès de la console de Sega au Brésil, permis par un prix plus abordable que ses récentes concurrentes, pousse Tec Toy à développer un total de dix-huit versions émulées de la Master System, dont la Master System Super Compact, sortie en 1994 et qui envoie les images à la télévision par le biais d'un signal d'antenne, la Master System III en 2008 ou encore la Master System Evolution en 2009, cette dernière contenant 132 jeux vidéo en mémoire. Enfin, en 2017, à la demande des consommateurs, Tectoy réédite la Master System originelle pour célébrer les trente ans de la naissance de la console et en offre un exemplaire à Tsurumi Naoya, le vice-président de Sega. En 2015, les versions émulées de la Master System s'écoulent à 150 000 exemplaires, un chiffre équivalent aux ventes de la plus moderne PlayStation 4. En 2016, Tectoy a vendu un total de huit millions de Master System, toutes versions confondues,,,,,.
Ainsi, la Master System est considérée comme la console de jeux vidéo à la plus grande longévité.

#### Transition vers laMega Driveet déclin
Sega commercialise la première console 16-bits, la Mega Drive, au Japon le 29 octobre 1988. Le dernier jeu publié pour la Master System dans ce pays est Bomber Raid en 1989. La même année, Sega prépare la sortie de la Mega Drive aux États-Unis, où elle est rebaptisée Genesis. Mécontente de la distribution américaine de la Master System par Tonka, l'entreprise japonaise reprend les droits de commercialisation de cette console aux États-Unis. En 1990, Sega lance la Master System II. Cette nouvelle version, moins chère à la vente, est plus compacte, ne possède plus de bouton reset ni de port acceptant les cartouches au format « carte », des cartouches de la taille d'une carte de crédit mais un peu plus épaisses (seuls sept jeux ont été commercialisés sous ce format aux États-Unis). Ces deux dernières modifications sont apportées dans un souci de réduction des coûts de production. Sega assure la promotion de la Master System II en Amérique du Nord, mais cette console se vend aussi mal que la version originelle,,. Au début de l'année 1992, la production de la Master System pour le marché américain est arrêtée, après 1,5 à 2 millions d'unités vendues, soit loin derrière Nintendo et Atari, lesquels détiennent respectivement 80 % et 12 % de parts de marché en Amérique du Nord,,. Sonic the Hedgehog, une adaptation du jeu de la Mega Drive aux capacités techniques de la Master System, est le dernier jeu publié sur cette console. En 1992, à la demande de nombreux développeurs tiers qui dénonçaient leur contrat d'exclusivité avec Nintendo, la cour suprême de New York juge que la firme japonaise a établi un monopole illicite sur le marché américain et la contraint à laisser à ses développeurs la possibilité de porter leurs jeux sur d'autres consoles deux ans après leur sortie sur la Nintendo Entertainment System. Toutefois, cette décision ne permet pas à Sega de rattraper son retard sur ce marché, où seuls une centaine de titres ont été publiés au total.

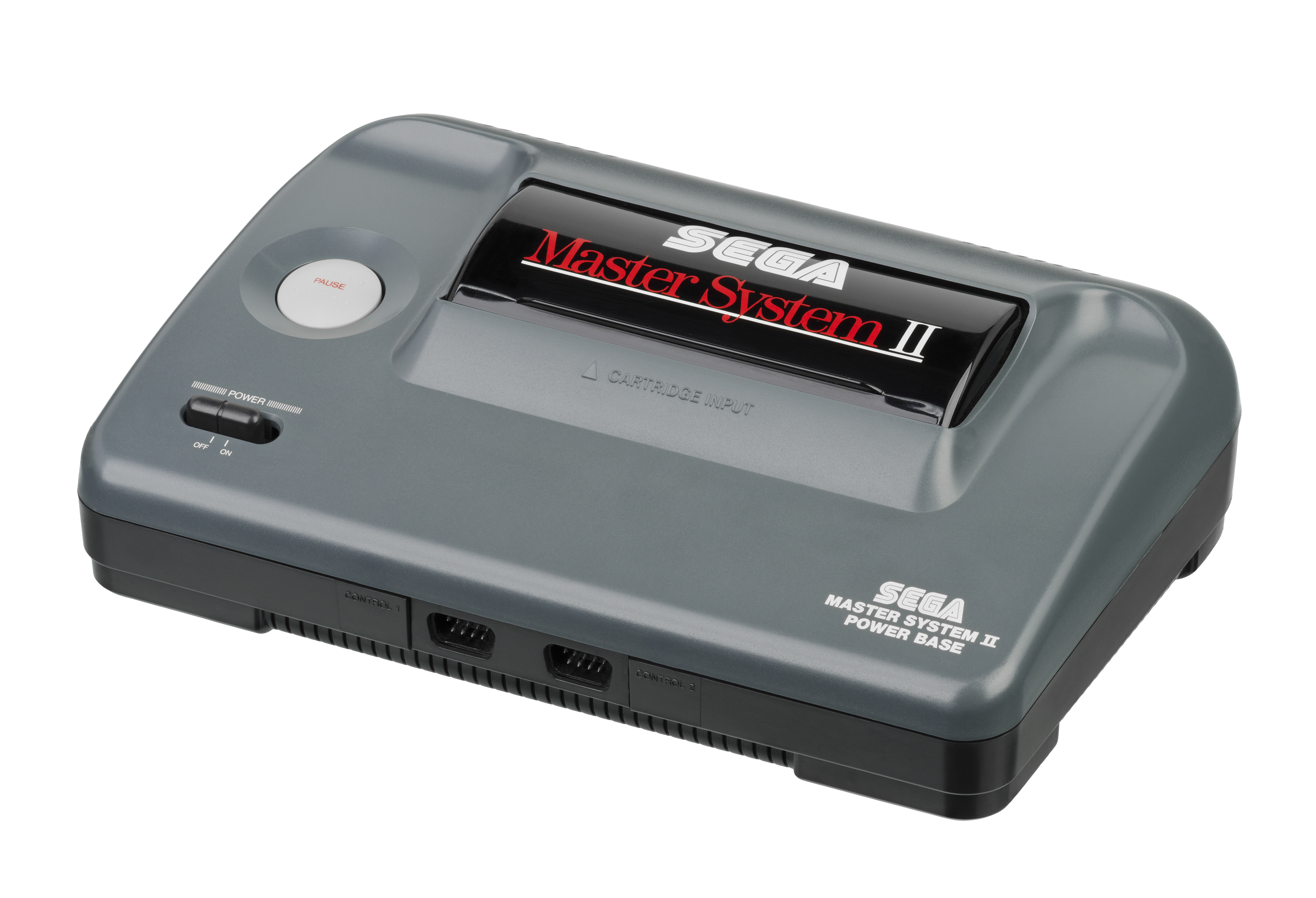
La Master System II, sortie en 1990, bénéficie d'un coût de production réduit par rapport à la Master System originelle.

Si elle reste une déception au Japon et en Amérique du Nord, la Master System connait un succès commercial en Europe. En 1991, Sega rachète Virgin Mastertronic et la rebaptise Sega of Europe. La Master System II est commercialisée sur le vieux continent et intègre soit Alex Kidd in Miracle World, soit Sonic the Hedgehog. Cette console devient une solide alternative aux consoles de quatrième génération, plus onéreuses. En 1993, 6,25 millions d'exemplaires de la Master System y sont écoulées, contre 5,73 millions d'unités de la Mega Drive. Avec ses deux consoles, Sega domine alors le marché vidéoludique européen. Les deux principaux marchés de la Master System sont la France et le Royaume-Uni, où elle s'est respectivement vendue à un total de 1,6 million et 1,35 million d'exemplaires en 1993, date à laquelle les ventes commencent à fortement baisser en raison de l'essor de la Mega Drive : seules 83 000 unités de la console sont écoulées pendant l'année 1993, contre 304 000 l'année précédente. La Master System II est également un succès commercial, ce qui permet à la console de Sega de conserver une position dominante en Europe. Ce marché voit l'apparition de titres exclusifs jusqu'en 1992, comme Sonic the Hedgehog 2, Streets of Rage 2 ou encore Mercs,. Le dernier jeu à paraître sur le marché européen est Les Schtroumpfs autour du monde, développé par Infogrames et sorti en 1996, concluant une ludothèque formée de 269 jeux.

### LaGame Gear, l'adaptation portable de laMaster System

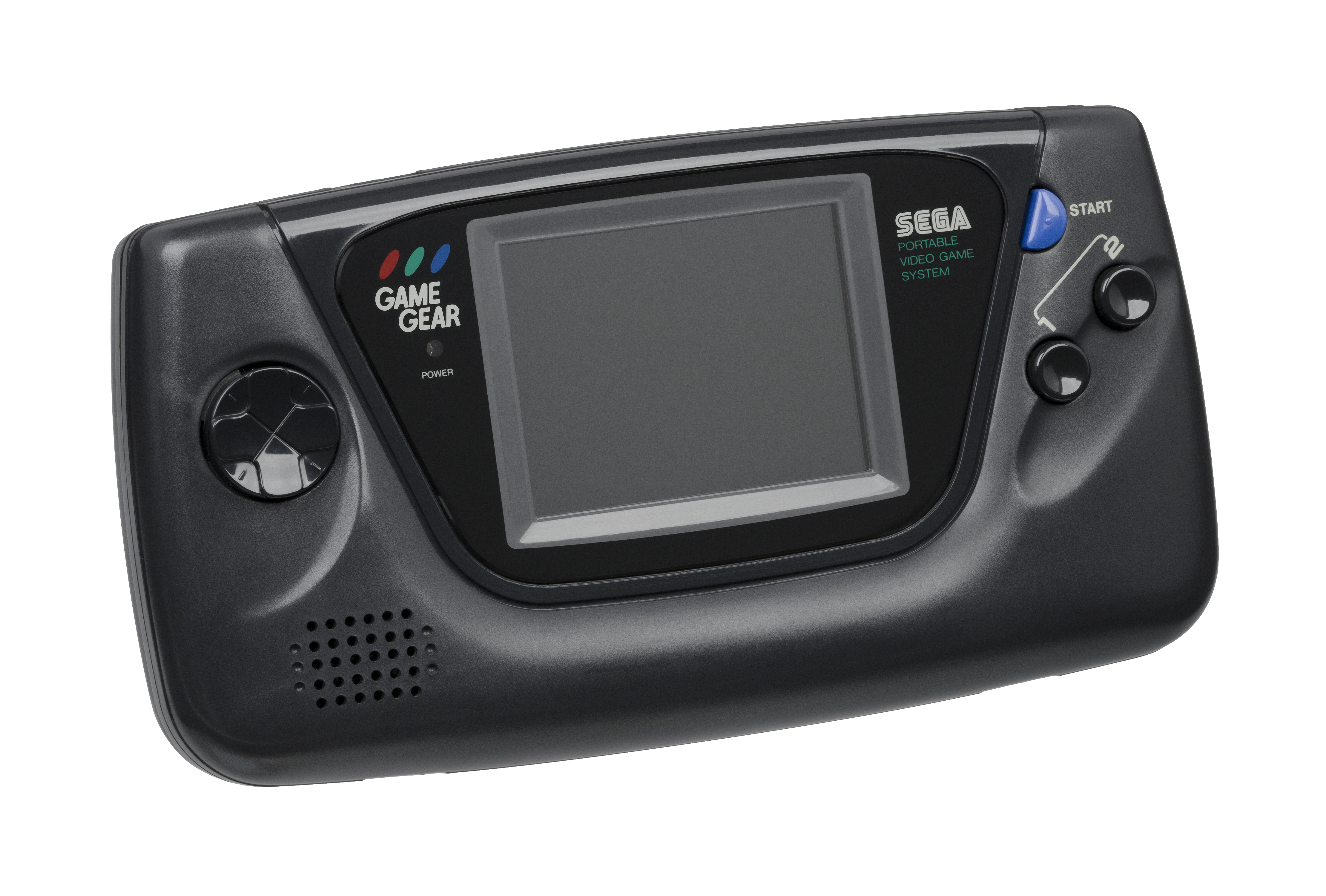
La Game Gear est une console portable qui présente de nombreuses similitudes avec la Master System.

Développée sous le nom de Project Mercury et élaborée à partir du matériel de la Master System, la Game Gear est une console portable. Elle est sortie au Japon le 6 octobre 1990, en Amérique du Nord et en Europe en avril 1991, puis en Australie et en Nouvelle-Zélande en 1992. Vendue pour 19 800 yens au Japon, 149,99 dollars en Amérique du Nord et 99,99 livres sterling au Royaume-Uni, la Game Gear est conçue pour concurrencer la Game Boy, que Nintendo commercialise depuis 1989,,.
Il existe des similitudes entre le matériel de la Game Gear et celui de la Master System, mais les jeux ne sont pas directement compatibles : les titres de la Master System y sont jouables à l'aide d'un périphérique, appelé Master Gear Converter. Une grande partie de la ludothèque de la Game Gear est composée de portages de jeux développés pour la Master System. En raison des similitudes matérielles, notamment de l'écran orienté en paysage, les titres de la Master System sont facilement transposables sur cette console portable. Enfin, pour le marché brésilien, Tec Toy réalise de nombreux portages pour la Master System de jeux originellement développés pour la Game Gear, dont Sonic Blast, étant donné popularité de la Master System, supérieure à celle de la Game Gear dans ce pays,,,.

## Spécifications techniques

### Généralités

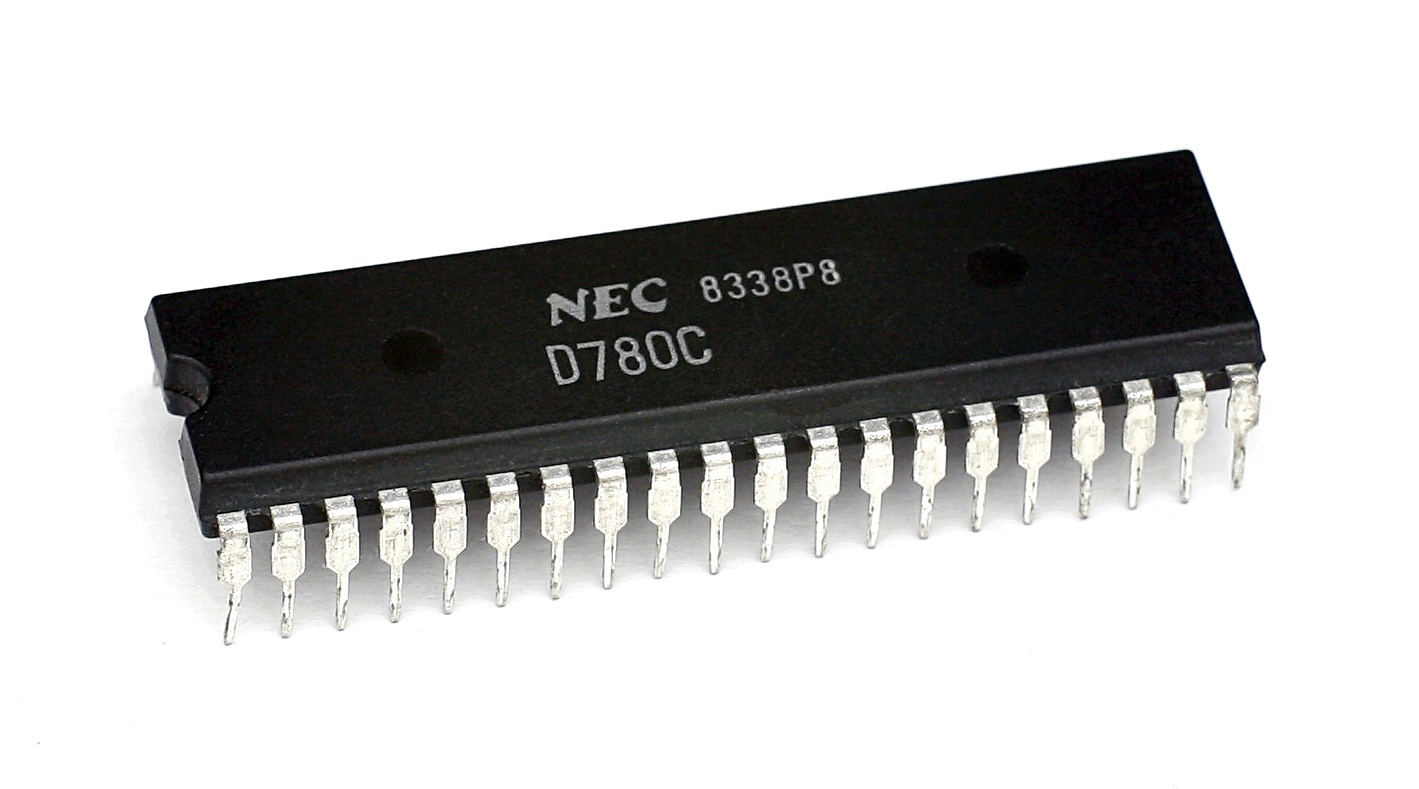
Une variante du Zilog Z80A, fabriquée par NEC.

La Sega Mark III et la Master System utilisent des composants similaires. Le microprocesseur central de la Master System est un Zilog Z80A 8 bits cadencé à 3,6 MHz, doté d'une mémoire vive de 8 Kio, d'une mémoire morte de 8 Kio et d'une mémoire vidéo de 16 Kio. La console a une mémoire deux fois supérieure à celle de sa concurrente, la Nintendo Entertainment System. Les sorties vidéo et audio sont fournies par le biais d'un commutateur RF ; la vidéo s'affiche à une définition de 256 × 192 pixels et jusqu'à 32 couleurs simultanément à partir d'une palette totale de 64 couleurs, soit le double de la SG-1000. La Sega Mark III et la Master System lisent les jeux inscrits sur cartouche et sur Sega Card : l'existence de deux ports différents constitue un avantage sur les consoles concurrentes qui lisent leurs jeux sur un format unique, puisqu'il est possible de laisser, par exemple, un jeu favori dans un port et de changer régulièrement un autre jeu dans l'autre port. La console dispose d'un port d'extension et de deux ports de manettes. Le générateur de son de la console est un Texas Instruments SN76489A, capable de produire trois signaux carrés et un canal de bruit. La Sega Mark III utilise en revanche une puce Yamaha YM2413 pour générer le son, par le biais de neuf sons multicanaux et quinze instruments synthétisés préprogrammés pour rivaliser avec les ordinateurs personnels,,.

### Variantes

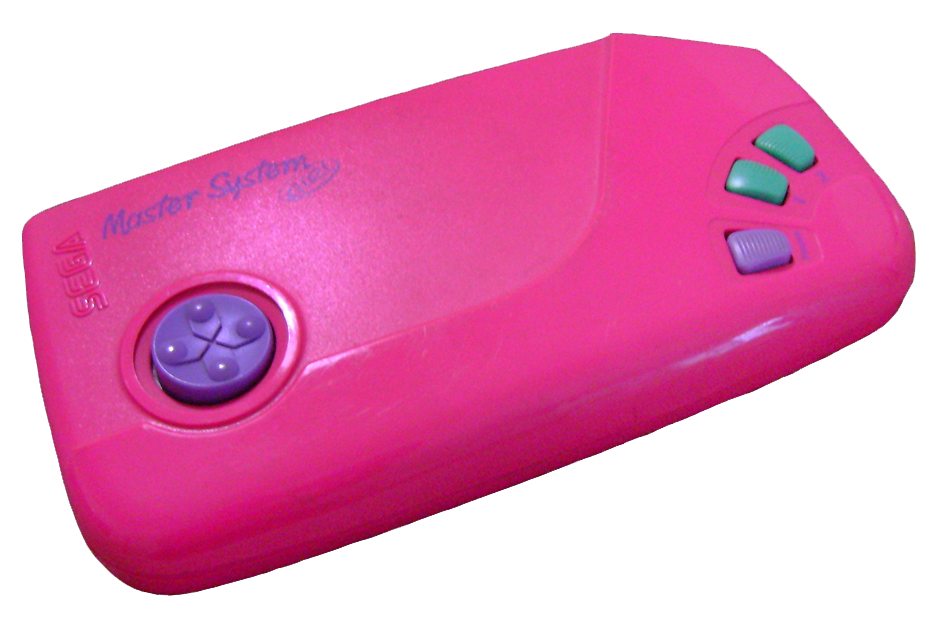
La Master System Girl commercialisée par Tec Toy au Brésil.

Plusieurs variantes de la Master System conçues par Sega voient le jour. En 1990, Sega sort la Master System II. Celle-ci se distingue de sa devancière par la suppression d'un certain nombre de composants afin de réduire le coût de production de la console, comme le port pour les Sega Cards, le bouton de réinitialisation, le voyant d'alimentation, le port d'extension ainsi que la musique et le logo introductifs lors de la mise sous tension de la console.
Plusieurs variantes de la Master System sous licence existent également au Brésil, où elles sont conçues par Tec Toy. Une variante connue sous le nom de Master System Super Compact, éditée en 1992, est capable de fonctionner sans fil avec un émetteur RF. En outre, Tec Toy cherche également à séduire les joueuses brésiliennes avec la Master System Girl, une console moulée dans un plastique rose vif commercialisée la même année. Une version plus récente, sortie en 2006 au Brésil et connue sous le nom de Master System III Collection, contient 120 jeux intégrés. La même année, plusieurs entreprises, dont Coleco, éditent une version portable de la Master System,.
Enfin, d'autres versions de la console apparaissent dès 1986, comme le Grandstand Programmable Computer, sorti en Australie, la Mark III Game System en Nouvelle-Zélande et la Mark Video Game System en Finlande. En 1987 en Corée du Sud, paraît la Samsung Gam*Boy, cette fois-ci sans licence.

### Périphériques
Plusieurs périphériques sont conçus pour la Sega Mark III et la Master System. La manette de jeu se compose d'un pavé directionnel à gauche et de deux boutons à droite. Sega développe aussi d'autres manettes, comme une manette équipée d'un joystick pour la Sega Mark III ou encore le Sports Pad, une manette pour la Master System destinée aux jeux vidéo de sport comme Sports Pad Soccer avec lequel elle est vendue, et le SG-Controller, une manette à destination des jeux de tir. Le Handle Controller est un volant conçu pour les jeux vidéo de course tels que Super Monaco GP ou des jeux mettant en scène des avions de chasse comme Ace of Aces ou After Burner. Une paire de lunettes 3D, baptisée SegaScope 3D, est également créée pour des jeux tels que Space Harrier 3-D, mais cet équipement, alors inédit dans l'univers des consoles de jeux vidéo, nécessite l'utilisation d'un adaptateur. Un pistolet optique, le Light Phaser, est fourni avec la console dès son lancement et est inspiré du pistolet utilisé dans la série japonaise Zillion, adaptée en jeu vidéo en 1987. Il est possible de joindre à ce pistolet un Rapid Fire Unit, qui permet d'effectuer des tirs en rafale. Enfin, la Sega Mark III dispose d'un émetteur RF optionnel, afin d’utiliser, sans fil, la console avec les téléviseurs bénéficiant du signal UHF. Au Japon, la console peut être utilisée avec un paddle, composé de deux boutons circulaires,,,,,.

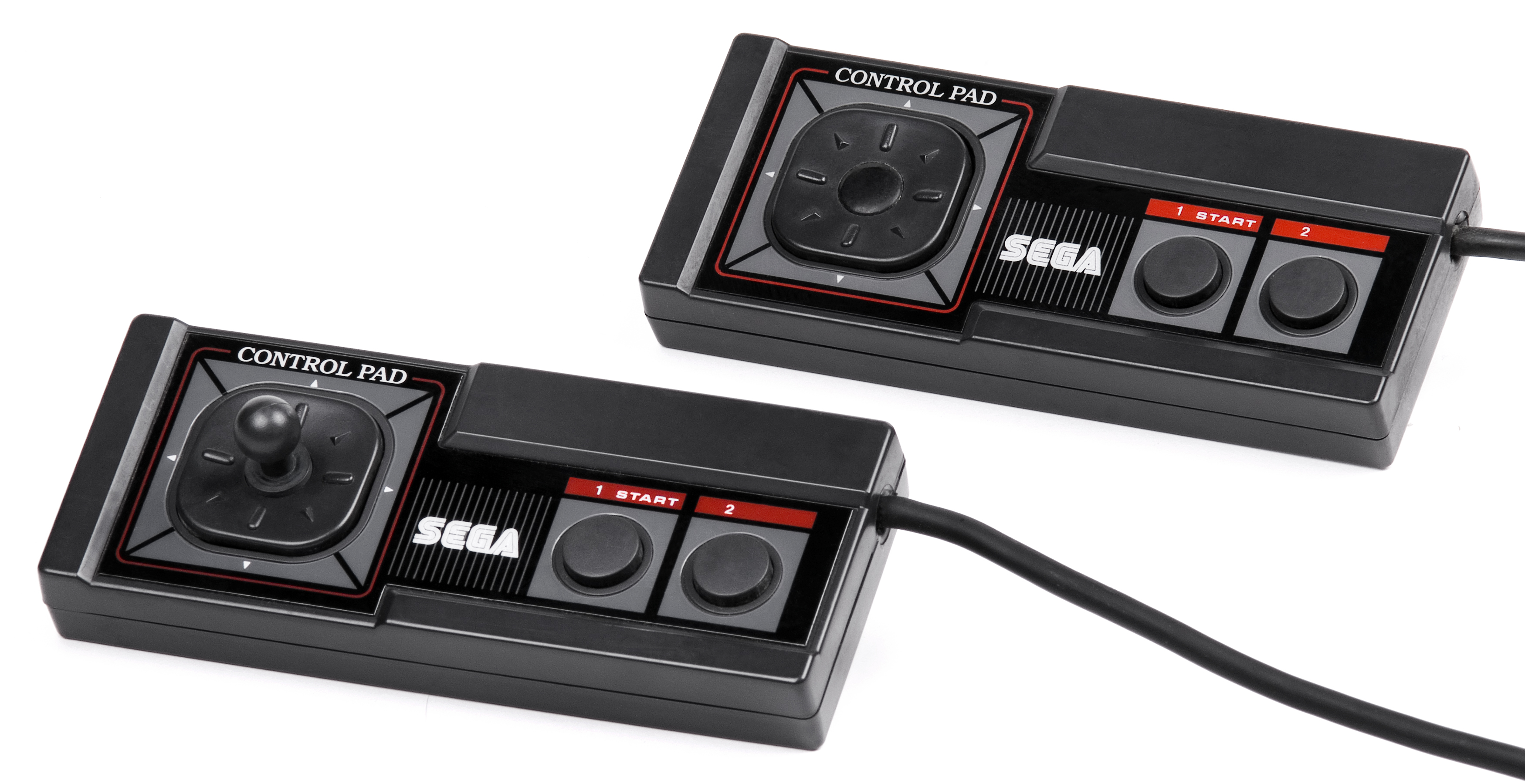
Manettes de jeu
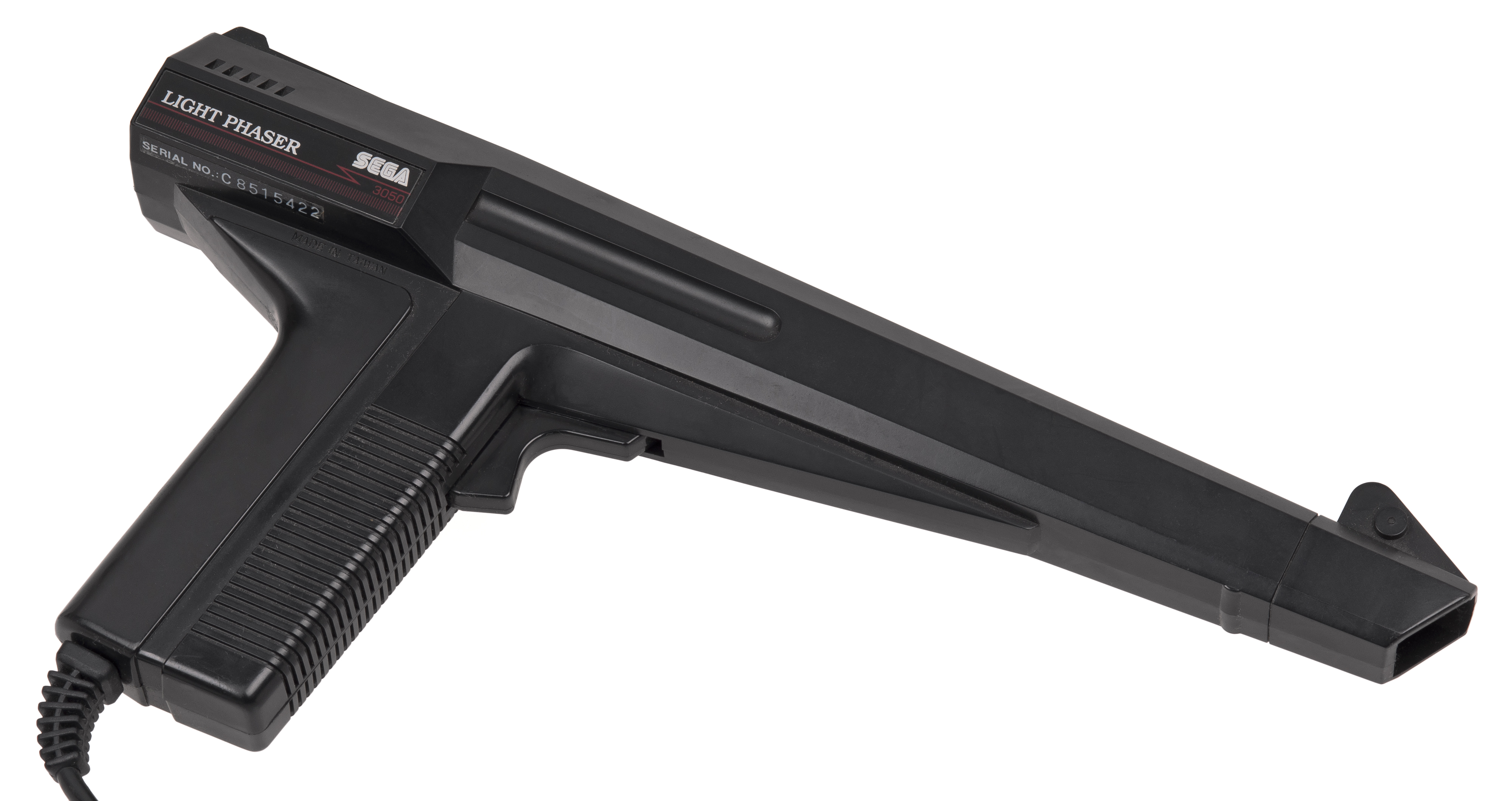
Light Phaser
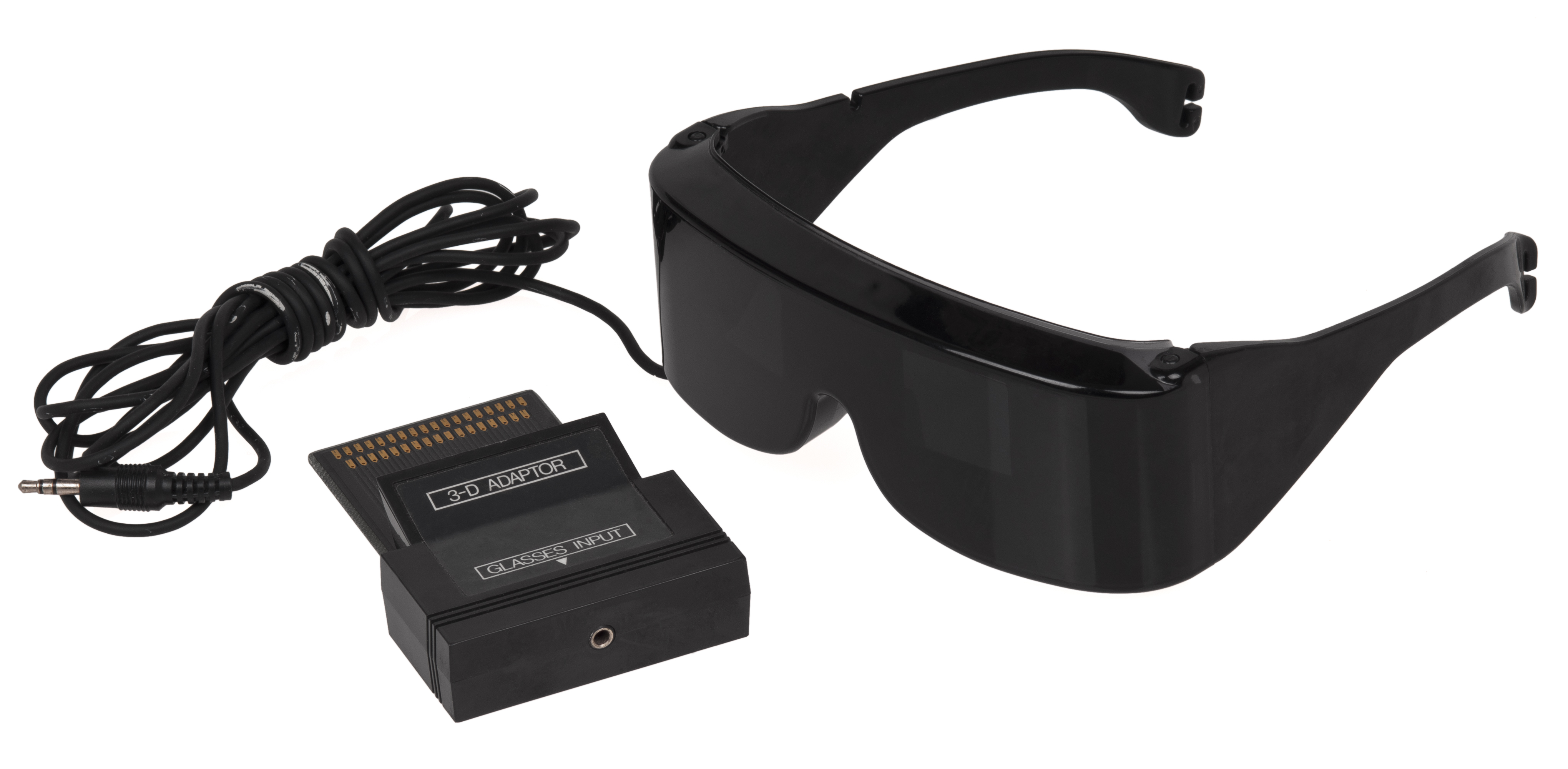
Lunettes SegaScope 3D
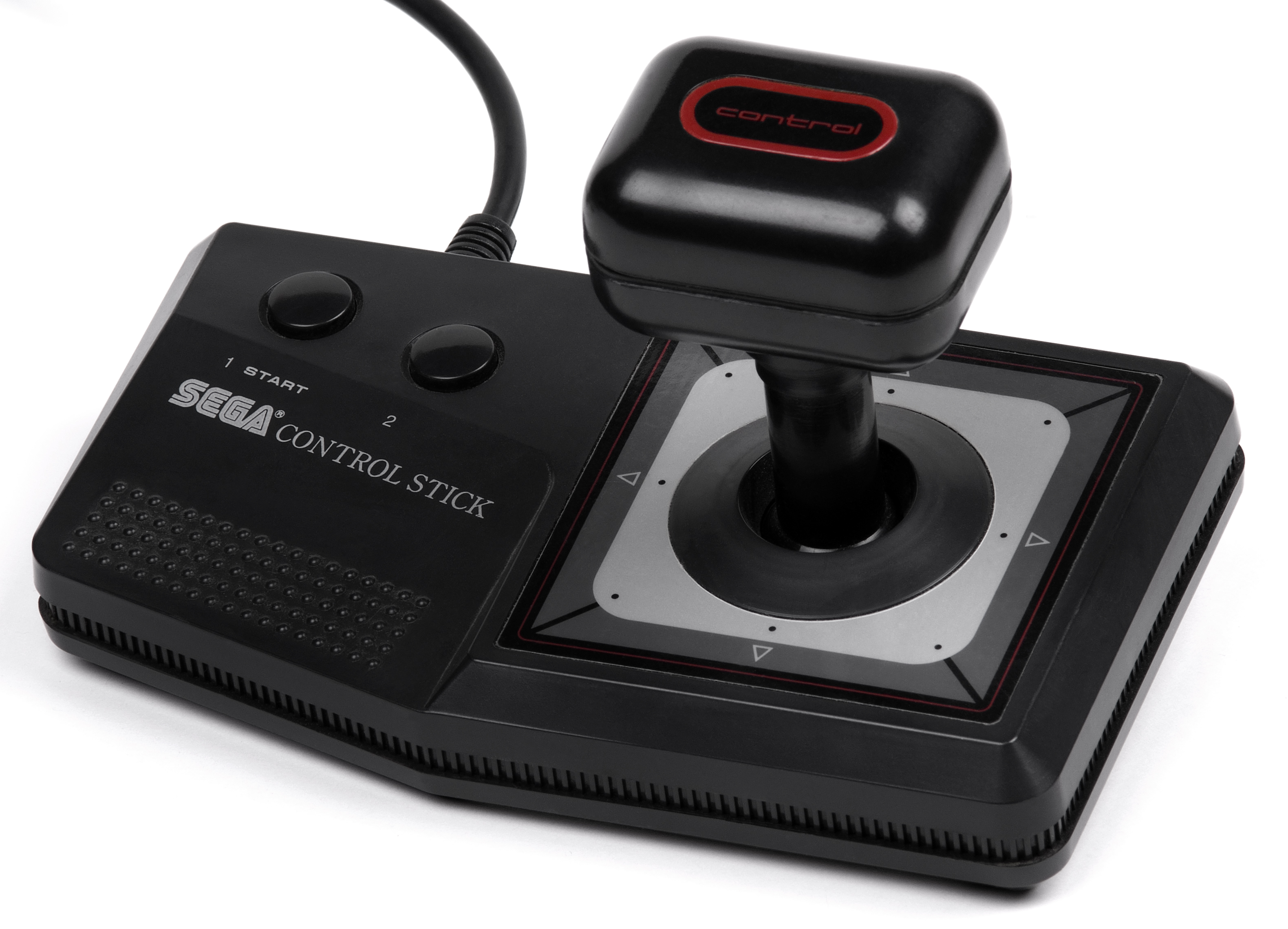
Manette munie d'un joystick

## Ludothèque
Les jeux vidéo de la Master System sont édités en deux formats : les cartouches contiennent jusqu'à 4 Mbits de code de jeu, tandis que les cartes mémoire Sega My Card contiennent jusqu'à 256 kbits de code. Ces dernières sont moins chères à fabriquer que les cartouches et incluent des portages de jeux comme Spy vs. Spy. Finalement, les Sega Cards sont abandonnées en raison de leur faible capacité de mémoire. Les cartouches de la Master System sont flanquées de la marque Mega Cartridges pour souligner leur grande capacité de mémoire par rapport aux Sega Cards, mais ce marquage tombe en désuétude lorsque Sega cesse la production des Sega Cards,.
La Master System dispose de plusieurs titres emblématiques, comme Psycho Fox, Golvellius et Phantasy Star, ce dernier devenant un jeu de rôle de référence et l'une des franchises à succès de Sega. Le personnage phare de Sega dans les années 1980, Alex Kidd, fait son apparition dans plusieurs opus, dont Alex Kidd in Miracle World, le jeu le plus vendu sur cette console[source insuffisante]. Wonder Boy III: The Dragon's Trap, publié en 1989, est reconnu comme « une étape majeure dans le développement des jeux vidéo », puisque ce titre combine des éléments issus des jeux vidéo de plates-formes et des jeux vidéo de rôle. La Master System bénéficie régulièrement de plusieurs jeux intégrés, notamment Snail Maze et Hang-On, ainsi qu'Alex Kidd in Miracle World et Sonic the Hedgehog. Des jeux supplémentaires sont distribués au Brésil par Tec Toy, y compris les portages de Street Fighter II: The World Warrior et Dynamite Headdy après l'arrêt de la commercialisation de la Master System dans le reste du monde.
En partie à cause des pratiques de licence de Nintendo, peu de développeurs tiers conçoivent des jeux pour la Master System. Selon Damien McFerran, « Nintendo a demandé aux développeurs de garder leurs jeux en exclusivité pour la NES, et étant donné la position inattaquable dont jouissait la console, peu avaient la volonté de refuser cette requête ». Ainsi, selon le producteur Mark Cerny, qui travaillait alors pour Sega, afin de proposer plus de titres que la NES, une quarantaine des premiers jeux de la Master System ont été développés dans un délai de trois mois, avec une équipe réduite à un programmeur et un designer, ce qui a eu des conséquences néfastes sur la qualité de ces jeux,,. Sega refuse également de s’associer à des développeurs tiers pour produire plus de jeux ; ainsi, la ludothèque de la Master System est bien moins fournie que celle de la console de Nintendo. Pour illustrer la rareté des titres de la Master System, le magazine américain Computer Gaming World les compare à des « gouttes d'eau dans le désert ». Cependant, ces jeux bénéficient de la technologie avancée de la console par rapport à la NES : par exemple, Alex Kidd in Miracle World présente des couleurs plus vives et des sprites plus détaillés que ses concurrents publiés sur la NES,. En outre, le portage pour la Master System de R-Type reçoit des critiques très positives pour sa qualité, eu égard à des visuels considérés comme comparables à ceux du portage pour PC-Engine.
Le magazine britannique Retro Gamer fait toutefois l'éloge de la ludothèque de la Master System consacrée à la région PAL, la qualifiant de « superbe bibliothèque de portages intéressants et d'exclusivités excellentes ». Celle-ci est en effet beaucoup plus étoffée que la ludothèque disponible en Amérique du Nord et fournit un « goutte-à-goutte de titres de qualité » qui paraissent en Europe jusqu'au milieu des années 1990. D'abord, paraissent une centaine de jeux qui sont en réalité des portages de titres développés pour les bornes d'arcade, comme Paperboy et T2: The Arcade Game, ou pour les ordinateurs personnels, tels que R-Type, Kick Off ou encore Zool: Ninja of the “Nth” Dimension. Puis, des adaptations 8 bits de jeux initialement développés pour la Mega Drive sont publiés, comme Sonic the Hedgehog et Streets of Rage, mais aussi des dizaines de jeux exclusifs à l'Europe, tels que Lucky Dime Caper, Astérix ou encore Master of Darkness,,.
Les jeux sortis en exclusivité sur la Sega Mark III sont d'abord disponibles au format My Card (sous la marque My Card Mark III pour les distinguer des jeux My Card conçus pour la SG-1000), comme Teddy Boy Blues et Hang-On, tous deux sortis le 20 octobre 1985. Les jeux édités au format cartouche pour la Sega Mark III apparaissent à partir de la publication Fantasy Zone, sorti le 15 juin 1986. Tous les jeux sur cartouche de la Sega Mark III et de la Master System japonaise sont publiés sous la marque Gold Cartridge, à l'exception d'Argus no Jūjiken (un portage pour Master System du jeu Rygar) et de Solomon's Key. Ces deux jeux sortent sous la marque Silver Cartridge, car ils sont édités par Salio, une filiale éphémère de Tecmo, alors le seul développeur tiers à produire des jeux vidéo pour la Sega Mark III et la Master System japonaise. Les marques Gold Cartridge et Silver Cartridge font référence à la couleur de l'emballage, et non aux cartouches elles-mêmes, qui sont de couleur blanche tout comme la Sega Mark III, avant de passer au noir à la fin de l'année 1987, afin de correspondre à la couleur de la nouvelle Master System. Ces cartouches sont néanmoins compatibles avec les deux versions de la console. Le dernier jeu publié par Sega pour la Sega Mark III et la Master System japonaise est Bomber Raid, sorti le 4 février 1989, quelques mois seulement après le lancement de la Mega Drive.

### Compatibilité descendante
La Sega Mark III et la version japonaise de la Master System sont rétrocompatibles avec les cartouches de jeu de la SG-1000 et peuvent également lire les cartes de jeux Sega My Card sans avoir recours à l'adaptateur de cartes Card Catcher C-1000,. Cependant, les cartouches de programmation et des jeux éducatifs de la SC-3000 nécessitent l'utilisation du clavier périphérique SK-1100, lequel est rétrocompatible avec la Sega Mark III mais pas avec la Master System.

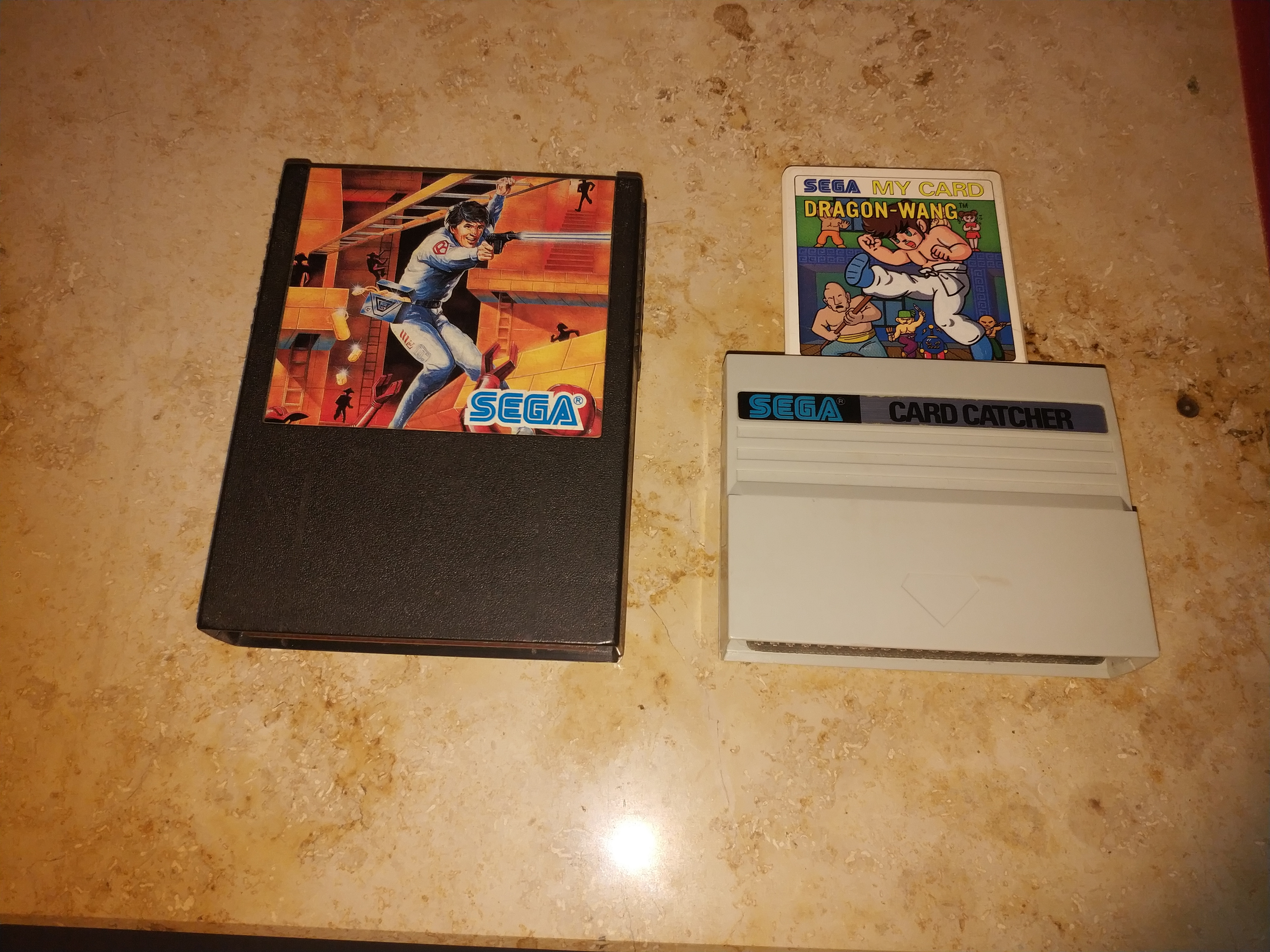
Une cartouche de jeu SG-1000 et un Card Catcher C-1000 équipé d'une Sega My Card.
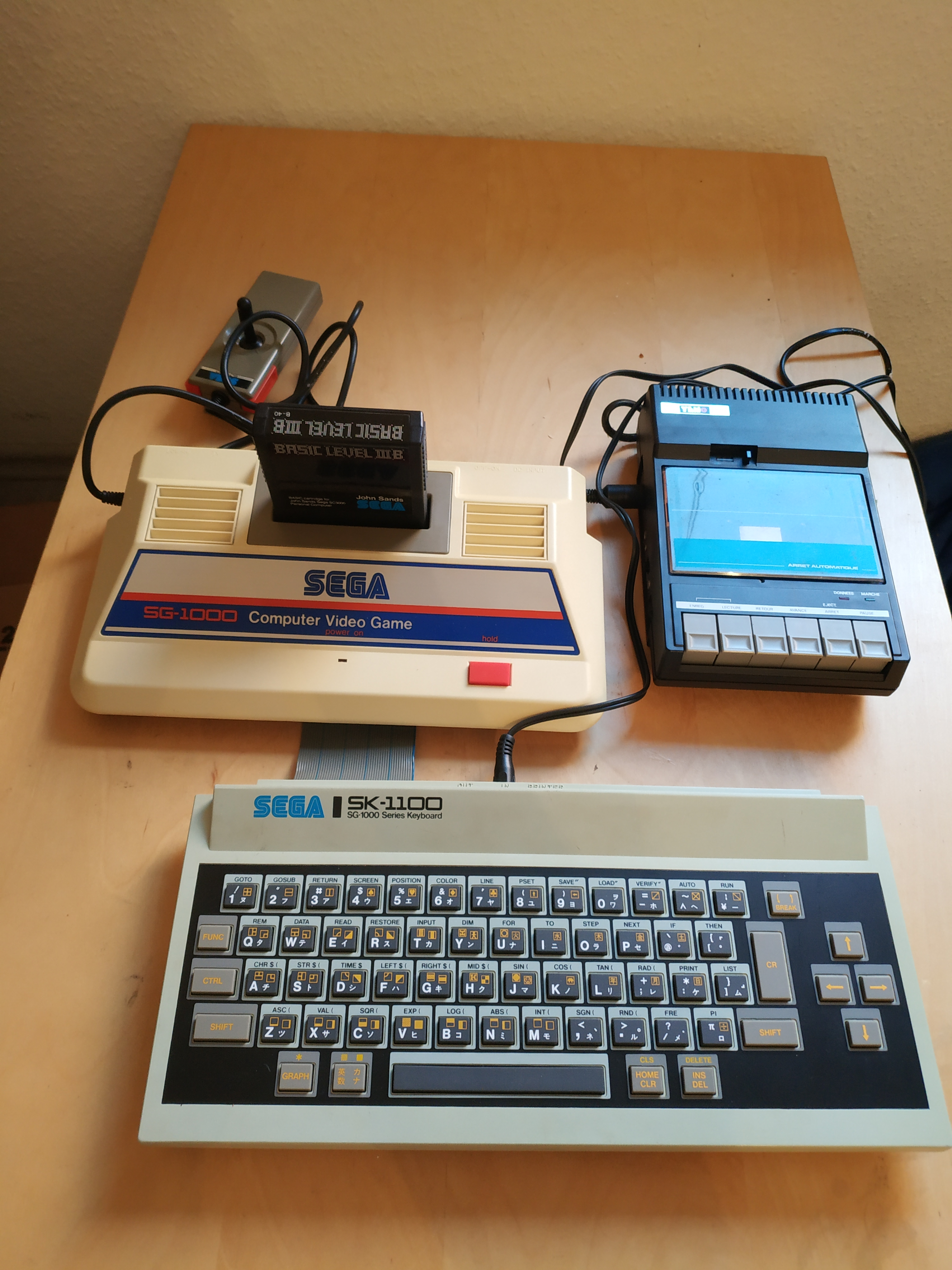
Une SG-1000 et son clavier SK-1100, à côté d'un enregistreur de données.

### Compatibilité ascendante

#### Master System Converter
Les jeux de la Master System sont utilisables avec la Mega Drive grâce au Master System Converter (appelé Power Base Converter en Amérique du Nord),. Une fois celui-ci inséré dans le port cartouche de la Mega Drive, les utilisateurs peuvent soit introduire une cartouche Master System dans la fente située sur la partie supérieure du périphérique, soit glisser une Sega My Card dans celle positionnée à l'avant de l'appareil ; à l'instar du premier modèle de Master System et du Sega Mark III, il est également possible d'y connecter l'adaptateur des lunettes 3D, permettant l'utilisation du SegaScope 3D. Les Master System avaient la particularité de posséder un bouton « pause » sur leur coque, fonction absente sur celle de la Mega Drive ; celui-ci a néanmoins été intégré au Master System Converter.
Deux versions du Master System Converter sont parues. La première a été pensée pour fonctionner avec le premier modèle de la Mega Drive et n'est donc pas compatible avec la Mega Drive II. Toutefois, une seconde version est commercialisée pour corriger ce point, mais celle-ci n'inclut pas le port Sega My Card et ne permet donc pas d'utiliser le SegaScope 3D ; par ailleurs, elle ne sort qu'en très faibles quantités en Europe.
Bien que la Mega Drive soit nativement équipée d'un microprocesseur Motorola 68000 bien plus performant, elle intègre également le Zilog Z80 de la Master System en tant que coprocesseur. Si le Master System Converter comporte des composants similaires à ceux présents au sein de la Master System, celui-ci est en réalité passif : lorsqu'un jeu Master System est exécuté via le Master System Converter, le Zilog Z80 de la Mega Drive prend le relais sur le Motorola 68000, lequel devient alors inactif.

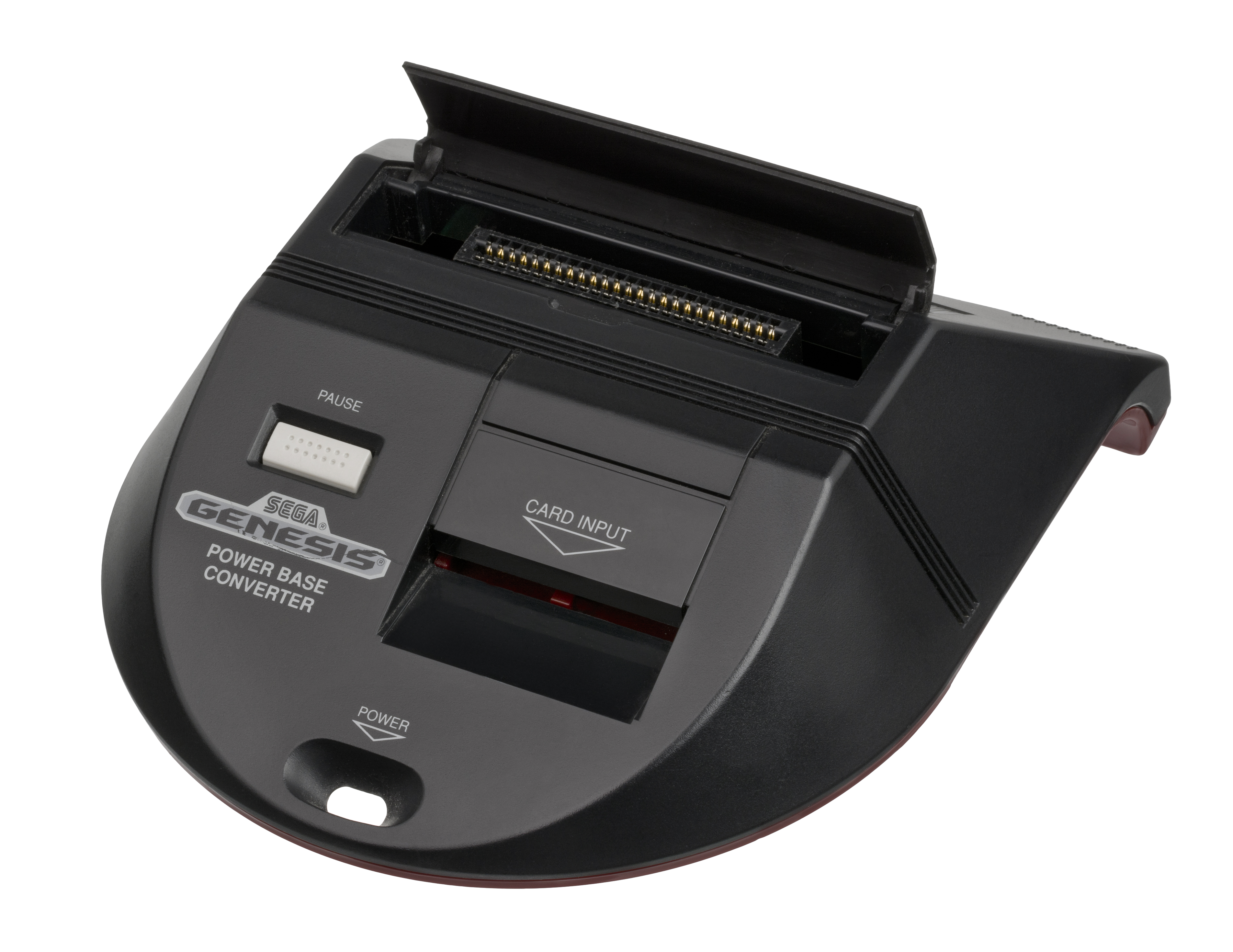
Le Power Base Converter.
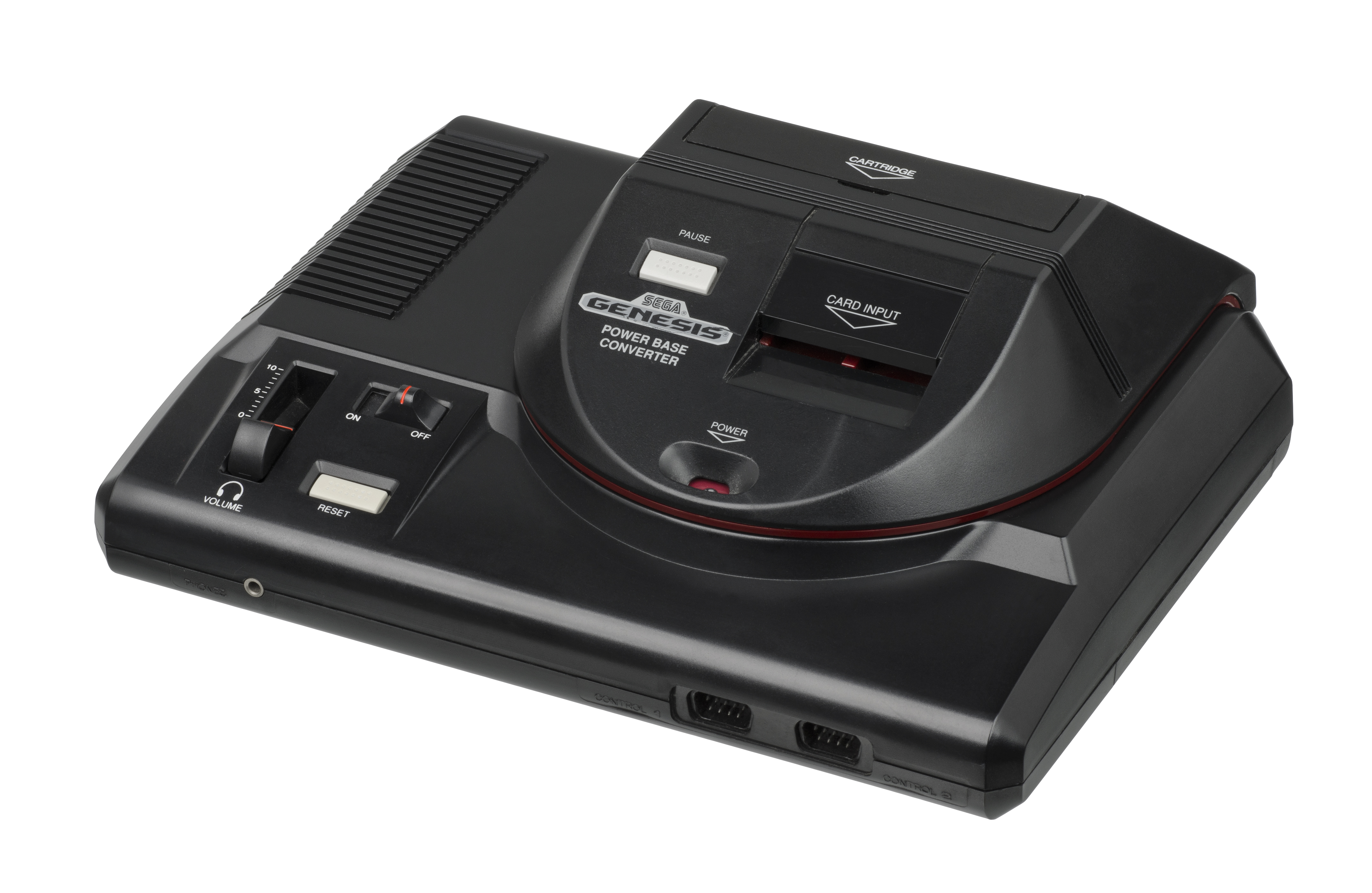
Mega Drive américaine équipée d'un Power Base Converter.

#### Master Gear Converter
Il est également possible d'utiliser les jeux Master System avec la Game Gear à l'aide du Master Gear Converter,. Selon le même principe que le Master System Converter, celui-ci s'insère dans le port cartouche de la Game Gear et permet ensuite d'y introduire celles de la Master System ; en revanche, le Master Gear Converter n'accepte pas les jeux au format Sega My Card. Les définitions d'affichage proposées par la Master System (entre 256 × 192 et 256 × 224 pixels) et la Game Gear (160 × 144 pixels) et leur rapport étant différents, l'image est réduite par compression des pixels et légèrement rognée sur les côtés ; lors de la génération de teintes intermédiaires, cette compression peut engendrer des effets « arc-en-ciel », généralement perceptibles sur les textes. Par ailleurs, la fréquence de rafraîchissement des Master System PAL étant de 50 Hz, contre 60 Hz pour toutes les Game Gear, les jeux PAL tournent plus rapidement sur cette dernière, tels des jeux NTSC. Enfin, les palettes des deux consoles sont différentes : si toutes deux peuvent afficher simultanément 32 couleurs à l’écran, la Master System possède une palette 6 bits, donc limitée à 64 couleurs, alors que la Game Gear utilise une palette 12 bits, c'est-à-dire composée de 4 096 couleurs, ce qui facilite la conversion dans le sens Master System-Game Gear mais ne permet pas l'inverse.

## Réception et postérité
Il s'écoule entre 10 et 13 millions d'exemplaires de la Master System, sans compter les ventes au Brésil où 8 millions d'unités sont vendues sur une plus longue période, soit un total estimé entre 18 et 21 millions d'exemplaires vendus à travers le monde contre 62 millions pour la Nintendo Entertainment System. La console connait un succès beaucoup plus marqué en Europe et au Brésil qu'au Japon et en Amérique du Nord,. En 1989, la Master System figure dans le classement des vingt meilleurs produits du service de suivi des ventes au détail du NPD Group. Cependant, en 1992, le magazine américain Electronic Gaming Monthly relève un intérêt amoindri de la part des consommateurs pour la console. En effet, la Master System pêche par le manque de nouveaux titres et subit la concurrence de la Mega Drive. En 1993, le même mensuel constate que Sega délaisse définitivement la Master System, et conseille à son lectorat d'en faire de même. Selon le journaliste Bill Pearse, du magazine Playthings, la NES a un avantage sur la Master System grâce à l'utilisation d'un meilleur matériel et des personnages à l'identité plus forte. Sega comble l'écart de part de marché entre elle et Nintendo avec la sortie de la Mega Drive, qui se vend à 30,75 millions d'unités, contre 49 millions d'exemplaires de la Super Nintendo écoulés par sa rivale.
La réception rétrospective de la Master System fait l'éloge de son soutien au développement de la Mega Drive, mais sa ludothèque peu fournie lui est reprochée. Dave Beuscher, du site Internet AllGame, observe que la console « était condamnée par le manque de jeux vidéo issus de développeurs tiers et a pratiquement disparu du marché américain en 1992 ». D'un autre côté, le mensuel Retro Gamer salue la qualité et la quantité des jeux composant la ludothèque de la région PAL, notant que celle-ci était considérablement plus importante que la ludothèque nord-américaine. Damien McFerran considère que la Master System a permis le succès de la Mega Drive : « Sans cette machine criminellement sous-évaluée, Sega n'aurait pas connu le succès considérable qu'elle a eu avec la Mega Drive. La Master System a permis à Sega d'expérimenter, avec des conversions d'arcade, des jeux originaux et même de créer une mascotte sous la forme de l'adorable singe-garçon Alex Kidd ». En 2009, la Master System a été nommée « vingtième meilleure console de jeux vidéo de tous les temps » par le site IGN, derrière ses deux principales concurrentes, l'Atari 7800, classée dix-septième et la Nintendo Entertainment System, arrivée en tête du classement. IGN explique que cette position est due à la petite ludothèque de la Master System dans les régions NTSC (essentiellement Amérique du Nord et Japon), couplée à la qualité très inégale des quelques jeux qui ont été publiés : « Des mois pouvaient s'écouler entre deux sorties de jeux majeurs, ce qui a rendu l'échec de la Master System encore plus cuisant ».
La Master System conserve toutefois une certaine popularité. Selon IGN, « malgré son faible public, la Master System avait et a toujours une base de fans très fidèles ». En 2005, Sega conclut un accord avec la société chinoise AtGames pour commercialiser le logiciel de la Master System sous forme d'émulateurs à Taïwan, Hong Kong et en Chine. Un certain nombre de jeux de la Master System sont disponibles en téléchargement sur la console virtuelle de la Wii de Nintendo en Amérique du Nord, au Japon et dans les régions PAL. Le premier jeu proposé par ce service est Black Belt, le 26 février 2008, suivi de Fantasy Zone le 11 mars de la même année au Japon. En Amérique du Nord, Wonder Boy est le premier jeu de la Master System publié sur la console virtuelle de la Wii le 31 mars 2008. Les jeux Master System sont également disponibles sur le service en ligne GameTap.